# Leocrates atlantica
Leocrates atlantica är en ringmaskart som först beskrevs av Louis Roule 1896.  Leocrates atlantica ingår i släktet Leocrates och familjen Hesionidae. Inga underarter finns listade i Catalogue of Life.